# Puppet on a String

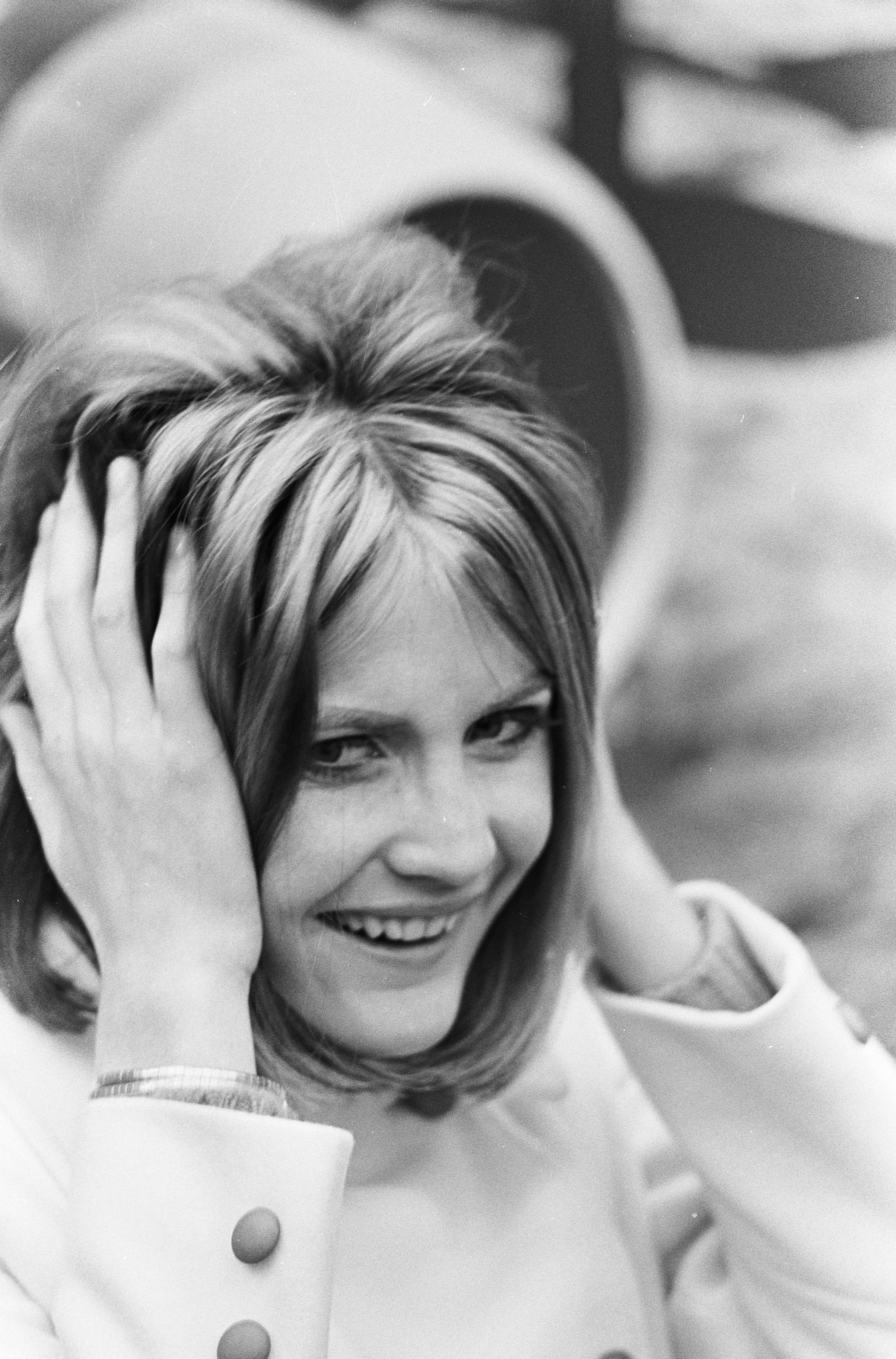
Sandie Shaw, intérprete de la canción, en 1967.

«Puppet on a String» —[ˈpʌpɪt ɒn ə stɹɪŋ]; en español: «Marioneta en una cuerda»— es una canción compuesta por Bill Martin y Phil Coulter, e interpretada en inglés por Sandie Shaw. Se lanzó como sencillo en 1967 mediante Pye. La canción encabezó la UK Singles Chart durante tres semanas. Fue elegida para representar a Reino Unido en el Festival de la Canción de Eurovisión de 1967 tras ganar la final nacional inglesa, A Song For Europe 1967, y se declaró ganadora de esa edición.
Sandie Shaw también grabó la canción en alemán («Wiedehopf im Mai»), español («Marionetas en la cuerda»), francés («Un tout petit pantin») y en italiano («La danza delle note»).

## Festival de Eurovisión
Sandie Shaw había interpretado la canción originalmente como una de los cinco temas candidatos para representar a Reino Unido en el Festival de la Canción de Eurovisión 1967 en el programa de Rolf Harris. Nunca había tenido la idea de participar en el festival, pero su descubridor, Adam Faith, le habló de la competición, diciéndole que haría feliz a su gerente Eve Taylor. Taylor quería darle a Shaw un toque cabaré, y sintió que esa era la decisión correcta — y también sintió que le daría al público una buena impresión de ella, ya que había estado recientemente involucrada en un escándalo de divorcio.
De las cinco canciones que interpretó, «Puppet on a String» era la que menos le gustaba a Shaw. En sus propias palabras: «la odié desde la primera tuba hasta el último golpe del bombo grande. Me repugnaban instintivamente sus tonterías sexistas y su ritmo de reloj de cuco».[cita requerida] Se decepcionó cuando fue elegida como la canción que interpretaría para representar al país, pero ganó el festival fácilmente, a pesar de que siempre se ha creído que fue, en parte, a su popularidad en Europa (había grabado la mayoría de sus más exitosos sencillos en francés, italiano, alemán y español). Como resultado, «Puppet on a string» se convirtió en su tercer número uno en el Reino Unido (un récord para una mujer en esa época) y fue un gran éxito mundial.

### A Song For Europe
Esta canción participó en la final nacional para elegir al representante inglés del Festival de la Canción de Eurovisión de 1967, celebrada el 25 de febrero de ese año en los estudios de televisión BBC. Fue presentada por Rolf Harris. La votación se realizó mediante correo. Sandie había sido elegida internamente para interpretar las cinco canciones participantes. El 4 de marzo se anunció que la canción «Puppet on a String» había sido la ganadora.

### Festival de la Canción de Eurovisión 1967
Esta canción fue la representación inglesa en el Festival de Eurovisión 1967. La orquesta fue dirigida por Ken Woodman.
La canción fue interpretada 11.ª en la noche del 8 de abril de 1967 por Sandie Shaw, precedida por Bélgica con Louis Neefs interpretando «Ik heb zorgen» y seguida por España con Raphael interpretando «Hablemos del amor». Al final de las votaciones, la canción había recibido 47 puntos, declarándose ganadora de esa edición con más del doble de puntos que la canción subcampeona.
Fue sucedida como representación inglesa en el Festival de 1968 por Cliff Richard con «Congratulations», que quedó en segundo lugar solo 1 punto por debajo de la canción ganadora y fue escrita por los mismos escritores de «Puppet on a String».

## Posicionamiento en listas
| País          | Lista                                         | Mejor posición |      |
| 1967          | 1967                                          | 1967           | 1967 |
| ------------- | --------------------------------------------- | -------------- | ---- |
| Alemania      | GfK Entertainment Charts                      | 1              |      |
| Australia     | ARIA Charts                                   | 2              |      |
| Austria       | Ö3 Austria Top 40                             | 1              |      |
| Bélgica       | Ultratop                                      | 1              |      |
| Canadá        | Canadian Singles Chart                        | 13             |      |
| Dinamarca     | Hitlisten                                     | 17             |      |
| España        | Promusicae                                    | 6              |      |
| España        | Los 40 Principales                            | 1              |      |
| Francia       | Syndicat National de l'Édition Phonographique | 10             |      |
| Italia        | Federación de la Industria Musical Italiana   | 12             |      |
| Irlanda       | Irish Singles Chart                           | 1              |      |
| Noruega       | VG-lista                                      | 1              |      |
| Nueva Zelanda | Official New Zealand Music Chart              | 1              |      |
| Países Bajos  | Dutch Top 40                                  | 1              |      |
| Reino Unido   | UK Singles Chart                              | 1              |      |